# Casa Bonet
Pour les articles homonymes, voir Bonet.
Casa Bonet est une maison à Barcelone, en Espagne, située sur le Passeig de Gràcia dans le quartier de l'Eixample. La maison est la partie d'une rangée de bâtiments appelée Illa de la Discòrdia (ou Mansana de la Discòrdia, le "bloc de discorde")/

## Histoire
La Casa Bonet a été construite en 1887 par Jaume Brossa. Elle était alors appelée Casa Torruella.
En 1915, Delfina Bonet a commandé l'architecte Marcel·lí Coquillat pour refaire la façade et de la faire dans un style néo-baroque italien avec une loggia de deux étages et des détails ornementaux néo-baroques qui décorent les linteaux à étage supérieur,.
Aujourd'hui, le bâtiment est occupé par le Musée du Parfum de Barcelone.

### Illa de la Discòrdia
L'Illa de la Discòrdia tire son nom de ses styles architecturaux. Le bloc est connu pour son architecture Modernisme catalan (notamment la Casa Batlló de Antoni Gaudí de 1906), le style classique plus conservateur de Casa Bonet contraste fortement avec ses voisins plus opulents.